# George Lyttelton, 1. Baron Lyttelton

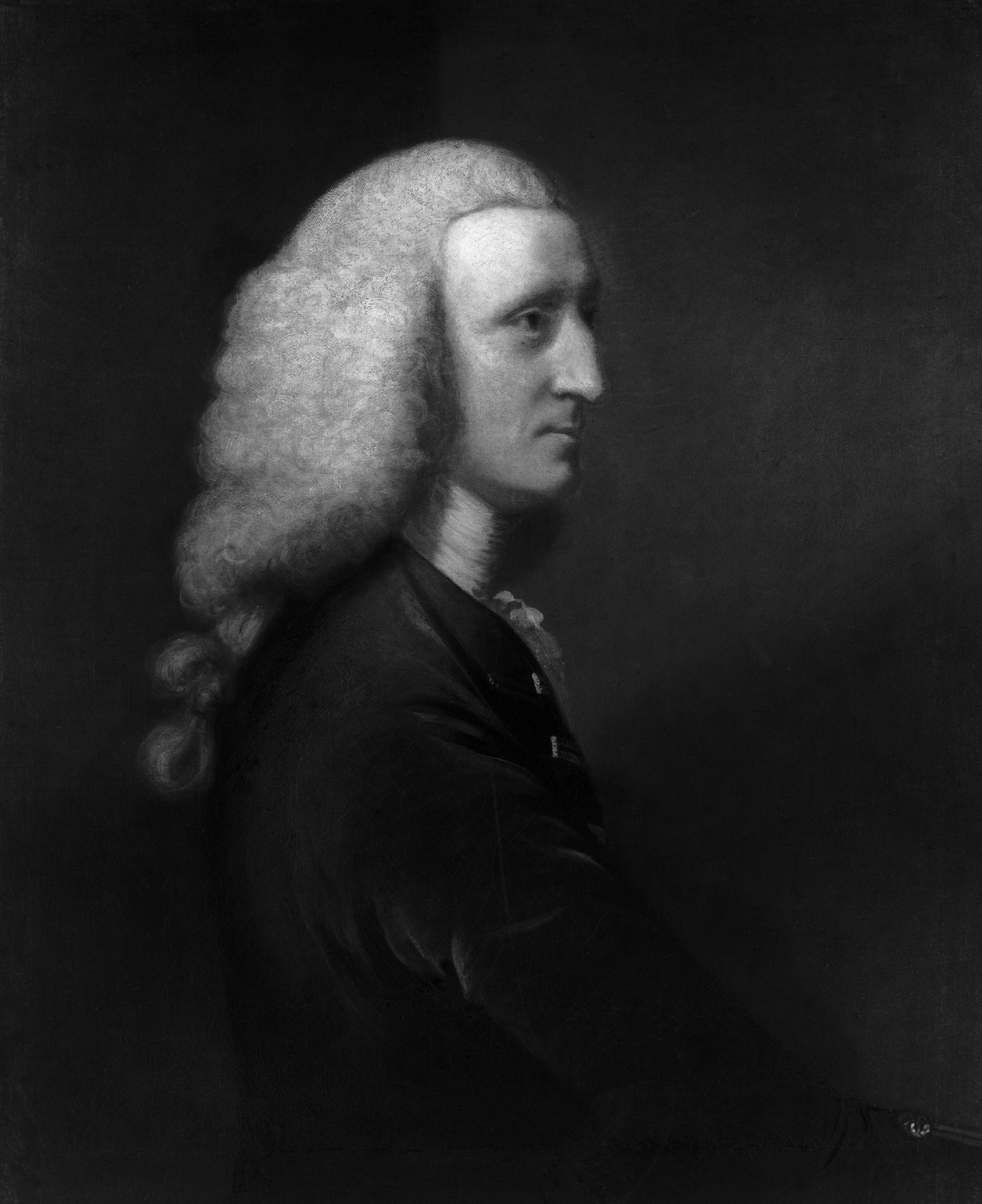
George Lyttelton, 1. Baron Lyttelton, ca. 1756

George Lyttelton, 1. Baron Lyttelton PC (* 17. Januar 1709 in Hagley, Worcestershire; † 24. August 1773 ebenda) war ein britischer Staatsmann, Historiker und Kunstmäzen.

## Leben
Lyttelton besuchte zunächst das Eton College und studierte dann an der University of Oxford. Unter dem Ministerium Robert Walpoles wurde er für den Wahlkreis Okehampton in das Unterhaus gewählt, wo er sich der Opposition anschloss. Ab 1737 war er Sekretär des Prince of Wales (Friedrich Ludwig von Hannover), 1744 wurde er Lord im Schatzministerium, 1754 Mitglied des Privy Council und 1755 Chancellor of the Exchequer, trat aber noch im selben Jahr mit dem Ministerium zurück.
Lyttelton wurde 1756 als Baron Lyttelton, of Frankley, zum Peer erhoben und starb 1773 auf seinem Landgut Hagley.

## Werke
Sein Hauptwerk ist die History of the life of Henry II. (London 1755–71, 5 Bde.; deutsch von Weigel, Nürnberg 1791). Außerdem veröffentlichte er:
- Letters from a Persian in England to his friend at Ispahan.  [Anonym]. 1735.
- Dialogues of the dead (London 1760), eine
- History of England (neue Ausg., das. 1812; deutsch, Berl. 1777) und
- Poetical Works, die sich durch Korrektheit und Eleganz auszeichnen.

Seine Prosa gilt als klassisch. Sein literarischer Nachlass erschien unter dem Titel: Miscellanies (London 1776, 3 Bde.).
Sein einziger Sohn Thomas, zweiter Baron Lyttelton (1744–779), wahrscheinlich durch Selbstmord gestorben, war ein berüchtigter Wüstling, dem man mit Unrecht die Autorschaft der Briefe des Junius zugeschrieben hat. Auch die unter seinem Namen erschienenen Letters of Thomas, Lord Lyttelton. (London 1780–82, 3 Bde.) sind unecht.

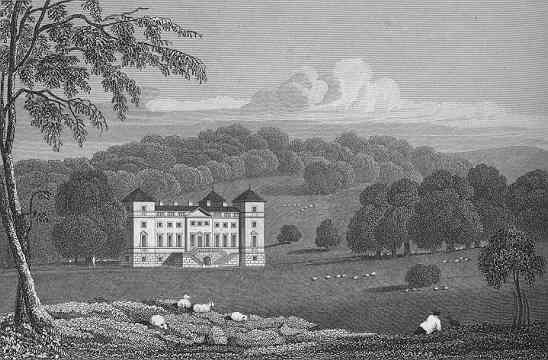
Hagley Hall

George Lyttelton war auch der Bauherr von Hagley Hall, Worcestershire, das noch heute Stammsitz der Familie ist. Es handelt sich dabei um ein herausragendes Beispiel der englischen Architektur und Landschaftsgartenbaukunst des 18. Jahrhunderts.
Als Mäzen unterstützte Lyttelton in den 1730er Jahren Alexander Pope und Henry Fielding in den 1750er Jahren. Dem Schriftsteller James Thomson verschaffte er eine Stelle im Staatsdienst.

## Biografie
Memoirs and correspondence of Lord Lyttelton. London 1845, 2 Bände